# Lily-Rose Aslandogdu
Lily-Rose Aslandogdu – brytyjska aktorka.

## Filmografia
- Houdini and Doyle (2016) jako Julia Hargreaves (1 odcinek)[2]
- Trigga (2016) jako Mae (krótkometr.)[2]
- Siedem minut po północy (2016) jako Lily[2]
- Z pamiętnika położnej (2016–2017) jako Belinda Mullucks (2 odcinki[2]
- Modern Life Is Rubbish (2017) jako Sally Jones[2]
- Alienista (2018) jako Alice Roosevelt (3 odcinki)[2]
- Home (2019) jako Bella (krótkometr.)[2]
- How to Stop a Recurring Dream (2020) jako Kelly[2]